# 被掩埋的金字塔
被掩埋的金字塔是对塞汉赫特陵墓的通称，此处出土了许多埃及古王国时期的纪念碑。它位于埃及萨卡拉的皇家公墓区域内，靠近现代的孟菲斯城。該金字塔是由古埃及第三王朝的一位古埃及國王塞漢赫特建造。被掩埋的金字塔建築群包括一個金字塔、一個地下結構和一個墓地建築群。

尽管人们早已知道塞汉赫特是左塞尔的继任者，但是直到1951年，扎卡里亚·格内姆于萨卡拉地区发现了一座未完成阶梯金字塔的地基和地上残留痕迹之后，其名字才为人所知。直到塞汉赫特死之时，这座金字塔才完成了最底层阶梯的构造。在此地出土的陶罐密印上刻有这位法老的名字。这座未完成金字塔的结构设计和金字塔中出土的文献显示，左塞尔统治时期著名的大臣印何闐曾经参与设计这座金字塔。在这座金字塔周边围墙上所出现的印何闐的名字表明这位官员在左塞尔死后仍然活着，并继续服务于塞汉赫特。考古学家认为塞汉赫特的这座金字塔如果完工的话，将比左塞尔金字塔更为庞大。这座金字塔的遗址位于左塞尔金字塔的西南方，大部分掩埋于沙丘之下，因此被称为被掩埋的金字塔。